# Bittacus malaisei
Bittacus malaisei is een schorpioenvlieg uit de familie van de hangvliegen (Bittacidae). De wetenschappelijke naam van de soort is voor het eerst geldig gepubliceerd door Tjeder in 1974.
De soort komt voor in Myanmar.